# Encochage
L’encochage est une opération de découpage par cisaillage effectué sur une machine comportant deux lames formant un angle réglable.

## Principe
- Sur le même principe que pour le grugeage (3 lames), l’encochage ne découpe que sur deux faces avec deux lames réglables ou non.
- Deux lames mobiles supérieures à angle réglable sont fixées sur un montant « guillotine » et viennent coulisser sur les lames inférieures (réglables) fixées sur le bâti de la machine.

## Emploi
L’angle des lames de l’encocheuse peut varier de 10 à 180 degrés environ. Cela permet des découpes aussi bien dans des tôles que dans des profilés ouverts (cornières en L ou en T) qui sont ensuite pliés selon l’angle et soudés (si besoin est). Des encocheuses industrielles permettent de découper des aciers ordinaires jusqu’à 10 mm d’épaisseur.
L’emploi de l’encochage, à l’instar du grugeage est limité sur de petites dimensions de cisaillage et ne s’applique pas au profilés fermés (carré, rond).
Pour les petits travaux, des encocheuses manuelles permettent d’exécuter des découpes dans des tôles de 2,5 mm.
Employé dans le domaine de la ferronnerie, de la serrurerie pour la construction métallique (charpente, shed, etc.) pour la découpe de tôle, cornières et profilés de tous types (HEA, IPN).

## Autre domaine
Dans le domaine du sport, l’encochage est le réglage du point d’appui de la flèche sur la corde d’un arc (arme). Une fois l’arc réglé, ce point est repéré par deux nock-set en laiton sertis ou deux ligatures collées sur la corde pour positionner la flèche toujours au même endroit. 

## Sources et références
- Cours de perfectionnement au BP-dessin et BTS-BE, Automobiles Peugeot, Sochaux.
- Principe de l’encochage